# 萨尔塞 (萨尔特省)
萨尔塞（法語：Sarcé，法語發音：[saʁse]）是法国萨尔特省的一个市镇，属于拉弗莱什区。

## 地理
萨尔塞（47°43'13"N, 0°13'14"E）面积10.99 平方千米，位于法国卢瓦尔河地区大区萨尔特省，该省份为法国西北部内陆省份，北起顺时针与奥恩省、厄尔-卢瓦省、卢瓦-谢尔省、安德尔-卢瓦尔省、曼恩-卢瓦尔省和马耶讷省接壤，是法国大西部的入口，连接卢瓦尔河谷、布列塔尼和巴黎盆地。
与萨尔塞接壤的市镇（或旧市镇、城区）包括：马耶、欧比涅拉康、库隆热、蓬瓦兰。

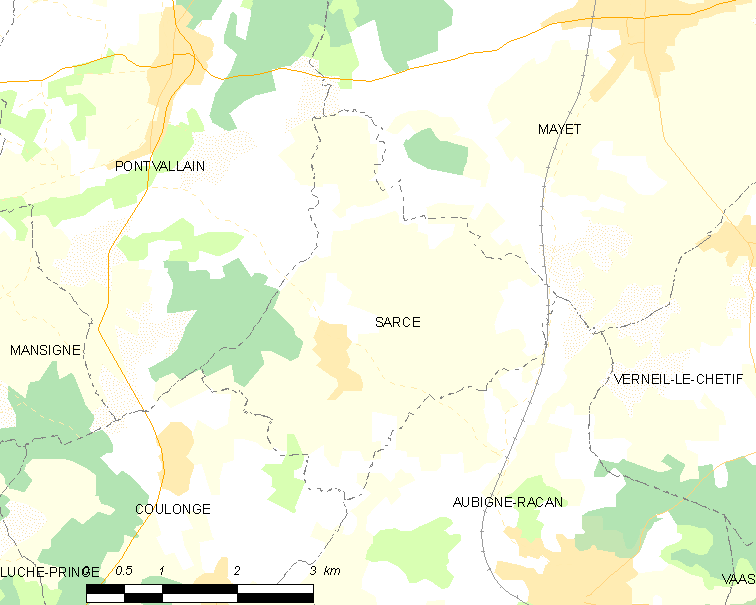
的OSM定位图

萨尔塞的时区为UTC+01:00、UTC+02:00（夏令时）。

## 行政
萨尔塞的邮政编码为72360，INSEE市镇编码为72327。

## 政治
萨尔塞所属的省级选区为勒吕德县。

## 人口

1962-2008年间人口变化图示

萨尔塞于2022年1月1日时的人口数量为268人。